# Taikyoku
Taikyoku-serien är en följd av kator, vilka används i flera karateskolor. Namnet Taikyoku (太极) faller tillbaka på det kinesiska filosofiska begreppet Taiji och kan tolkas som "universell kata" och "förberedande kata". Taikyoku katan infördes av Funakoshi Gichin, som ett sätt att förenkla principerna för den redan förenklade Pinan / Heian serien. 
Katans rörelsemönster, Embusenen, är densamma som i Heian shodan. Karatestudenter i system som använder dessa kator, introduceras ofta till dem initialt genom Taikyokukata-serien, som en förberedelse för Pinan / Heian-katorna. Gōjū-kai har utvecklat fem egna Taikyoku-kator, baserade på Shōtōkan-kator och håller fast vid den I-formade embusenen (utförandelinje).
```
      	 !--*--!  
               |
               |
               |
               |
            !--#--!
```

## Shodan
Taikyoku Shodan är den första katan i Taikyoku-serien och lärs oftast ut som ett första steg till att vänja eleven vid katans väsen. Dess embusen är, som brukligt för alla Taikyoku-kator, enkel (här representerar # start- och slutpunkt). Vid varje återvändning, genomförs en blockering, följd av ett steg och ett slag. Fram och tillbaka längs mittlinjen är det tre stötar.
Shodan betyder första steg och den är en nybörjarkata, som i huvudsak bara utgår från två rörelser: Gedan Barai (nedåtriktad blockering) och Oi-zuki (samsidig rak stöt).
Katan utvecklades som en förenkling av Heian shodan /Pinan nidan och hänger ihop med stilar där även den förekommer. 

## Varianter
Jūni no Kata (十二の型) är en tolv attackstegs kata, en fortsättning på Taikyoku. Den lärs ut inom Shitō-ryūskolan av vissa stilar såsom Kuniba-kai, efter det elementära i form av Gohō no uke (Fem typer blockeringar) som kata.
Fler att välja bland på denna kihon-nivå är 
- Shihō No Hō - "Fyra riktningars sätt"[2]
- Chi no Kata - "Jordens Kata"[3]
- Empi Roppō - "Armbåge på sex sätt"[4]